# 紀元前565年
紀元前565年（きげんぜん565ねん）は、西暦（ローマ暦）による年。紀元前1世紀の共和政ローマ末期以降の古代ローマにおいては、ローマ建国紀元189年として知られていた。紀年法として西暦（キリスト紀元）がヨーロッパで広く普及した中世時代初期以降、この年は紀元前565年と表記されるのが一般的となった。

## 他の紀年法
- 干支 : 丙申
- 日本
  - 皇紀96年
  - 綏靖天皇17年
- 中国
  - 周 - 霊王7年
  - 魯 - 襄公8年
  - 斉 - 霊公17年
  - 晋 - 悼公8年
  - 秦 - 景公12年
  - 楚 - 共王26年
  - 宋 - 平公11年
  - 衛 - 献公12年
  - 陳 - 哀公4年
  - 蔡 - 景侯27年
  - 曹 - 成公13年
  - 鄭 - 簡公元年
  - 燕 - 武公9年
  - 呉 - 寿夢21年
- 朝鮮
  - 檀紀1769年
- ユダヤ暦 : 3196年 - 3197年

## できごと

### 中国
- 魯の襄公が晋に赴いた。
- 鄭の公子たちが釐公の死に乗じて子駟（公子騑）を失脚させようとした。子駟はこれに先んじて子狐・子熙・子侯・子丁に罪を負わせて殺させた。孫撃と孫悪は衛に亡命した。
- 鄭の子国と子耳が蔡に侵入し、蔡の公子燮を捕らえた。
- 晋の悼公・鄭の簡公・斉の高厚・魯の季孫宿・宋の向戌・衛の甯殖らが邢丘で会合した。
- 莒が魯の東辺に侵攻した。
- 楚の子嚢（公子貞）が軍を率いて鄭を攻撃した。
- 晋の士匄が使節として魯に訪れた。